# Joe Grifasi
Joe Grifasi est un acteur américain né le 14 juin 1944 à Buffalo (État de New York).

## Filmographie

### Cinéma
- 1978 : On the Yard : Morris
- 1978 : Voyage au bout de l'enfer (The Deer Hunter) : Bandleader
- 1979 : Something Short of Paradise : Barney Collins
- 1980 : L'Impossible témoin (Hide in Plain Sight) : Matty Stanke
- 1981 : Honky Tonk Freeway de John Schlesinger : Osvaldo
- 1982 : La Mort aux enchères (Still of the Night) : Joseph Vitucci
- 1984 : Splash : Manny
- 1984 : Le Pape de Greenwich Village (The Pope of Greenwich Village) : Jimmy the Cheese Man
- 1984 : Le Kid de la plage (The Flamingo Kid) : Mario Minetta
- 1985 : Comment claquer un million de dollars par jour? (Brewster's Millions) de Walter Hill : J.B. Donaldo
- 1985 : Bad Medicine : Gómez
- 1986 : F/X, effets de choc (F/X) : Mickey
- 1987 : Matewan : Fausto
- 1987 : Éclair de lune (Moonstruck) : Shy Waiter
- 1987 : Ironweed : Jack
- 1988 : The Appointments of Dennis Jennings : Bartender
- 1988 : Quand les jumelles s'emmêlent (Big Business) : Desk Clerk
- 1988 : Y a-t-il un flic pour sauver la reine ? (The Naked Gun: From the Files of Police Squad!) : Pier 32 Dockman
- 1988 : Au fil de la vie (Beaches) : Otto Titsling
- 1989 : The Feud : Bud Bullard
- 1989 : Le Ciel s'est trompé (Chances Are), d'Emile Ardolino : Omar
- 1990 : Présumé innocent (Presumed Innocent) : Tommy Molto
- 1991 : City of Hope : Pauly
- 1992 : Lift : Godfrey
- 1992 : Primary Motive : Paul Melton
- 1993 : Benny and Joon : Mike
- 1993 : Household Saints : Frank Manzone
- 1994 : Le Grand Saut (The Hudsucker Proxy) : Lou the Cabbie
- 1994 : Y a-t-il un flic pour sauver Hollywood ? (Naked Gun 33 1/3: The Final Insult) : Director
- 1994 : Tueurs nés (Natural Born Killers) : Deputy Sheriff Duncan Homolka
- 1995 : Heavy : Leo
- 1995 : Les Légendes de l'Ouest (Tall Tale) de Jeremiah S. Chechik : Man in Top Hat
- 1995 : Batman Forever : Bank Guard
- 1995 : Money Train : Riley
- 1995 : Instant de bonheur (Two Bits) : Oncle Joe
- 1996 : Un beau jour (One Fine Day) : Manny Feldstein
- 1997 : Sunday : Scottie Elster
- 1998 : The Deal : Boular
- 1998 : The Naked Man : Det. Lt. Albert Karski
- 1999 : Escapade à New York (The Out-of-Towners) : Arresting Cop
- 2000 : Les Légendes de Brooklyn (Looking for an Echo) : Vic
- 2001 : Queenie in Love : Berthold
- 2002 : Dérapages incontrôlés (Changing Lanes) : Judge Cosell
- 2002 : Grasp : Pete
- 2002 : Auto Focus : Strip Club M.C.
- 2003 : Bought & Sold : Alphonso 'Chunks' Colon
- 2004 : 30 ans sinon rien (13 Going on 30) : Mr Flamhaff
- 2006 : The Last New Yorker : Jerry

### Télévision
- 1977 : Secret Service (TV) : Cpl. Matson
- 1981 : The Gentleman Bandit (TV) : Detective Esposito
- 1982 : The Elephant Man (TV) : Pinhead Manager
- 1983 : Will There Really Be a Morning? (TV) : William Wyler
- 1986 : Le Bras armé de la loi (One Police Plaza) (TV) :
- 1989 : Kojak: Ariana (TV) : Lieutenant Rastelli
- 1989 : Témoin à tuer (Perfect Witness) (TV) : Breeze
- 1990 : WIOU (série TV) : Tony Pro
- 1992 : Citizen Cohn (TV) : Gerald Walpin
- 1992 : Sinatra (TV) : George Evans
- 1993 : Taking the Heat (TV) : Lou Valentine
- 1994 : Jack Reed: A Search for Justice (TV) : Mike 'Gravedigger' Edwards
- 1995 : L'Affaire Angel Harwell (Shadow of a Doubt) (TV) : Sidney Sherman
- 1996 : Abus d'influence (Undue Influence) (TV) : Clem
- 1998 : Charme fatal (Blood on Her Hands) (TV) : Det. Larry Beers
- 1999 : Tel père... telles filles (Switching Goals) (TV) : Dave
- 2000 : Mon clone et moi (The Other Me) (TV) : Conrad
- 2001 : 61* (TV) : Phil Rizzuto
- 2003 : Rubout (TV) : Fr. D'Argento
- 2010 : Trompe-l'œil (The Front) de Tom McLoughlin (TV) : Mr Zeffirelli